# Nikkofukia galloisi
Nikkofukia galloisi är en insektsart som beskrevs av Matsumura 1940. Nikkofukia galloisi ingår i släktet Nikkofukia och familjen spottstritar. Inga underarter finns listade i Catalogue of Life.